# Tom Ozanich
Tom Ozanich é um engenheiro de som americano. Como reconhecimento, foi nomeado ao Óscar 2019 na categoria de Melhor Mixagem de Som por A Star Is Born (2018).